# مايكل واتسون
مايكل واتسون (بالإنجليزية: Michael Watson)‏ مواليد 15 مارس 1965 في لندن، هو ملاكم بريطاني يصنف ضمن فئة الوزن المتوسط.

## إحصائيات
خاض خلال مسيرته 30 نزالا، فاز في 25 وتعادل في 1 وخسر في 4. فاز بالضربة القاضية في 21 نزالا.

## وصلات خارجية
- مايكل واتسون على موقع بوكس ريك (الإنجليزية) (registration required)

- الموقع الرسمي